# Heinrich Krechting
Heinrich Krechting (* 1501 in Schöppingen; † 28. Juni 1580 in Gödens, damals Ostfriesland, heute Teil der Gemeinde Sande im Landkreis Friesland) war ein radikaler Führer der Täuferbewegung.

## Leben

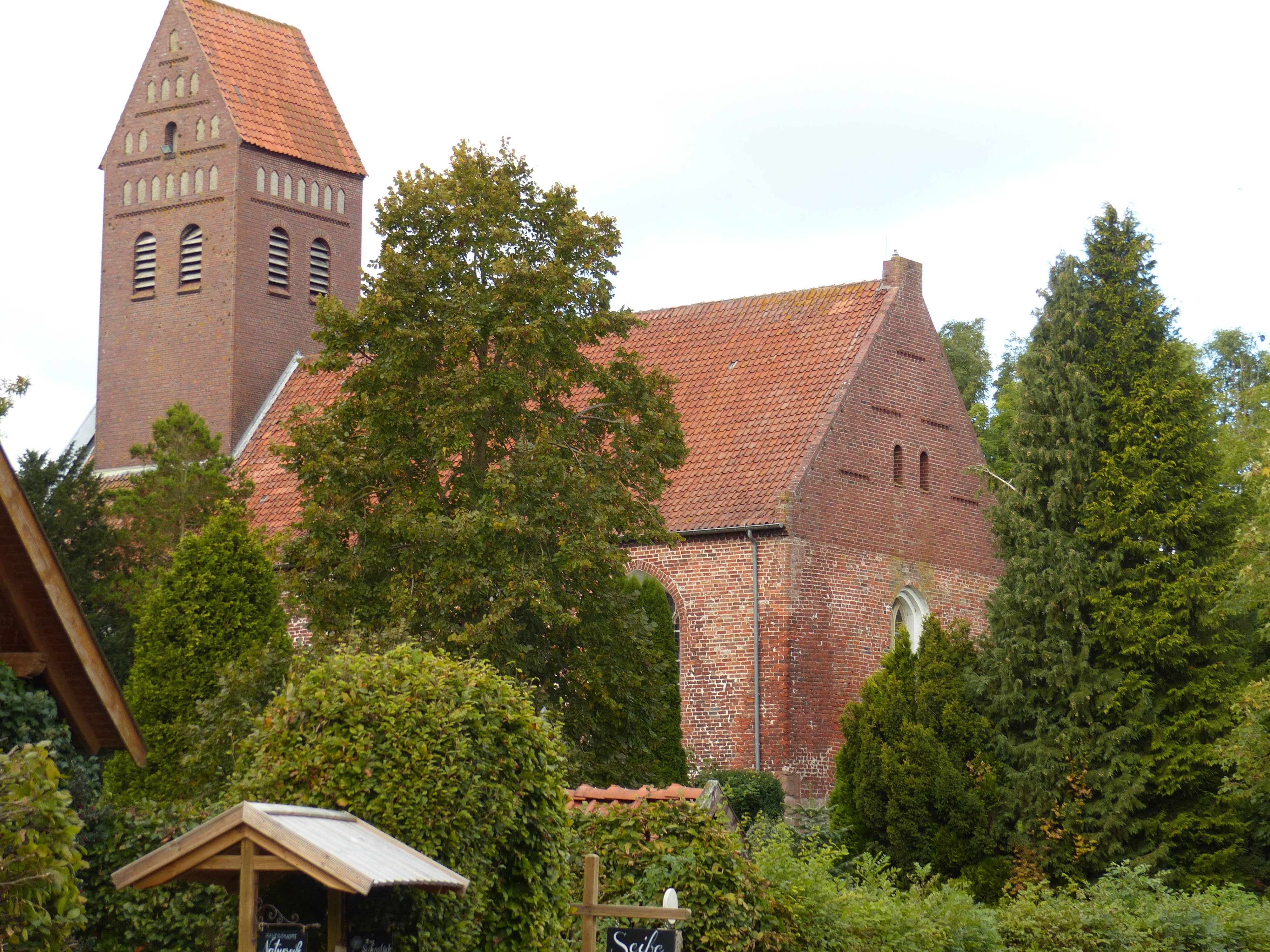
Dykhauser Kirche – in ihr befindet sich das Grab Krechtings

Heinrich Krechting war der Sohn des Stadtschreibers und Organisten Engelbert Krechting. Er besuchte die Lateinschule und heiratete 1526 Elsle Oedefelt, Tochter eines Schöppinger Tuchhändlers. Mit ihr hatte er vier Kinder. 1531 wurde er Bürgermeister in Schöppingen. Ein Jahr später wurde er Richter und Gograf (Vorsitzender Richter) des größten münsterischen Gogerichtes.
Im Herbst 1533 besuchte ihn Jan van Leiden, der ihn möglicherweise im Januar 1534 taufte. Als er Anfang 1534 Johann van der Wyck verhaften sollte, sagte er dem Bischof den Dienst auf und flüchtete mit einer großen Schar von Mitbürgern nach Münster, wo sein Bruder Bernd schon Prediger der Täufer war. Heinrich und Bernd unterstützten van Leiden, dafür ernannte dieser Heinrich zu seinem Sekretär und später zum „Kanzler des Königreichs“, womit er dessen persönlicher Stellvertreter wurde. Während der Belagerung war Heinrich Krechting für die Aufrechterhaltung der Ordnung verantwortlich.
Als Münster nach 16 Monaten Belagerung durch Verrat am 25. Juni 1535 fiel, verschanzte sich Krechting mit einigen hundert Überlebenden auf dem Prinzipalmarkt in einer Wagenburg. Da sie sich verbissen verteidigten, boten die bischöflichen Truppen den Belagerten Abzug und freies Geleit an, wenn sie die Waffen niederlegten. Mit einem bischöflichen Passierschein und 10 Goldgulden als Wegzehrung ließ man Krechting mit 24 seiner Mitkämpfer aus der Stadt abziehen.
Krechting floh zunächst nach Lingen und versuchte mit Duldung des Grafen Anton von Oldenburg, die Täufer wieder zu sammeln. Nach der Hinrichtung Johann Batenburgs im Februar 1538 war er Führer der radikalen Täufer. Seine Bemühungen, einen neuen König zu wählen und Münster während der Oldenburger Fehde 1538 zurückzuerobern, scheiterten aber an der Schwäche seiner Bewegung.
Als Anton I. im Jahre 1538 die Täufer aus der Grafschaft Oldenburg verwies, konnte Krechting bleiben und fand ein Unterkommen in Gödens. Von seiner Tätigkeit als Täufer ist aus dieser Zeit nichts mehr bekannt. 1580 starb er als angesehener Mann. Sein Grab befindet sich in der evangelisch-reformierten St.-Jakobus-Kirche in Dykhausen.
Sein Enkel Heinrich Krefting und sein Urenkel Hermann Wachmann waren Bürgermeister Bremens.